# Werner Moser
Werner Max Moser (ur. 16 lipca 1896 w Karlsruhe, zm. 19 sierpnia 1970 w Zurychu) – szwajcarski architekt.

## Życiorys
Był synem Karla Mosera, również architekta i wykładowcy, który był jednym z pierwszych szwajcarskich modernistów.
Jedną z cech zauważalnych w budynkach Wernera Mosera jest ich ludzka skala i brak monumentalizacji. Zamiast przytłaczających wymiarów i nadawania optycznego ciężaru projektowanym obiektom, bardziej dbał o kameralny wydźwięk swoich realizacji. Moser był jednym z liderów w nadawaniu nowoczesnej architekturze proporcji bliższych człowiekowi, a więc przeciwnikiem brutalizmu. Był jednym z założycieli Congrès international d’architecture moderne (CIAM). Jednym z jego najbardziej rozpoznawalnych dzieł jest kampus Indian Institute of Technology Kharagpur w Indiach (Kharagpur). 

## Dzieła
- 1928–1930: Henry und Emma Budge Altersheim (razem z Martem Stamem i Ferdinandem Kramerem), Frankfurt,
- 1936–1942: kościół w Altstetten,
- 1936–1939: Kongresshaus Zürich,
- 1941–1953: Szpital Kantonalny w Zurychu,
- 1950: kampus Indian Institute of Technology w Kharagpur,
- 1954–1955: budynek administracyjny Eternit-Werke AG, Niederurnen,
- 1959–1964: Kornfeldkirche w Riehen,
- 1964: Hochhaus zur Palme, Zürich.

## Galeria

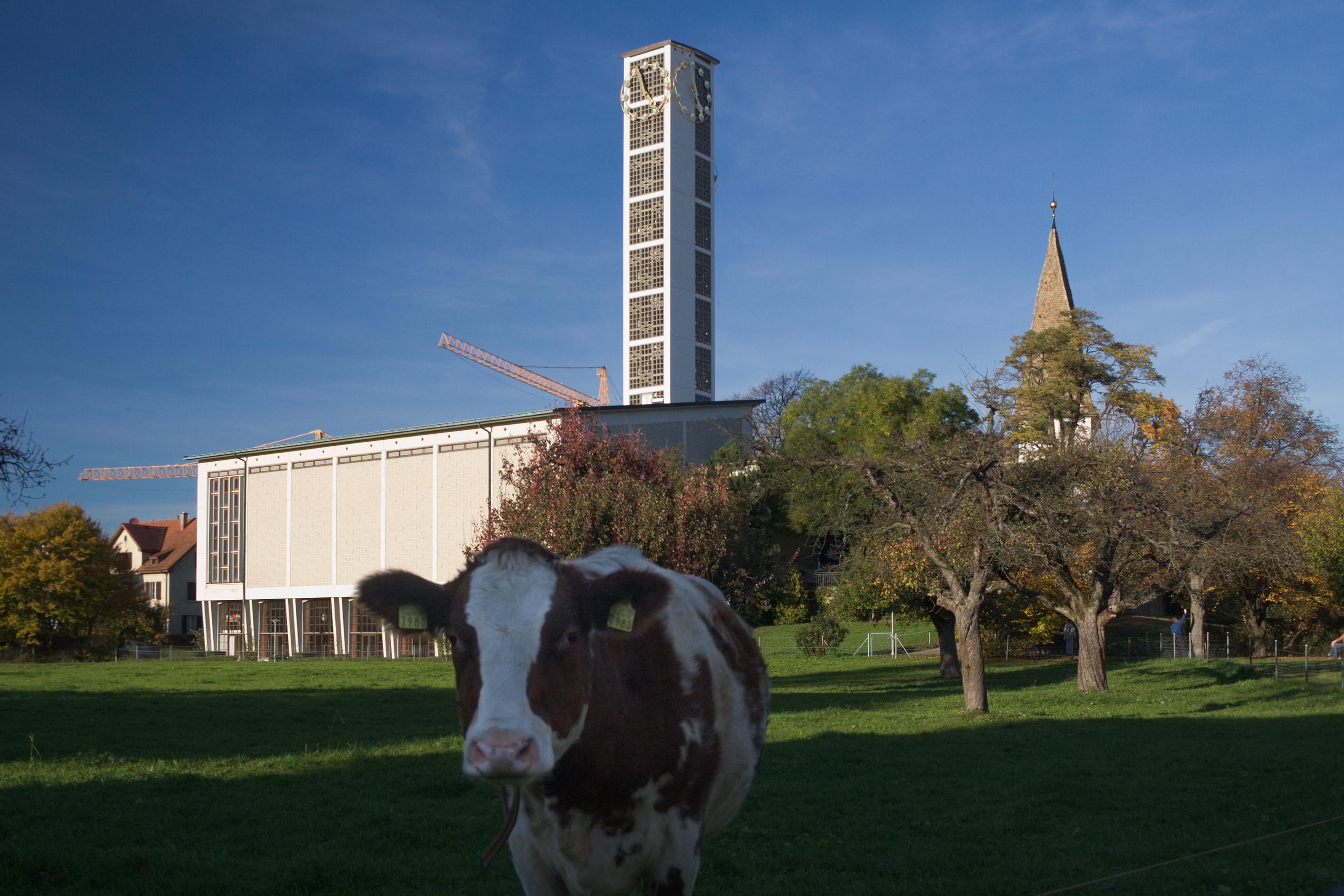
Kościół w Altstetten
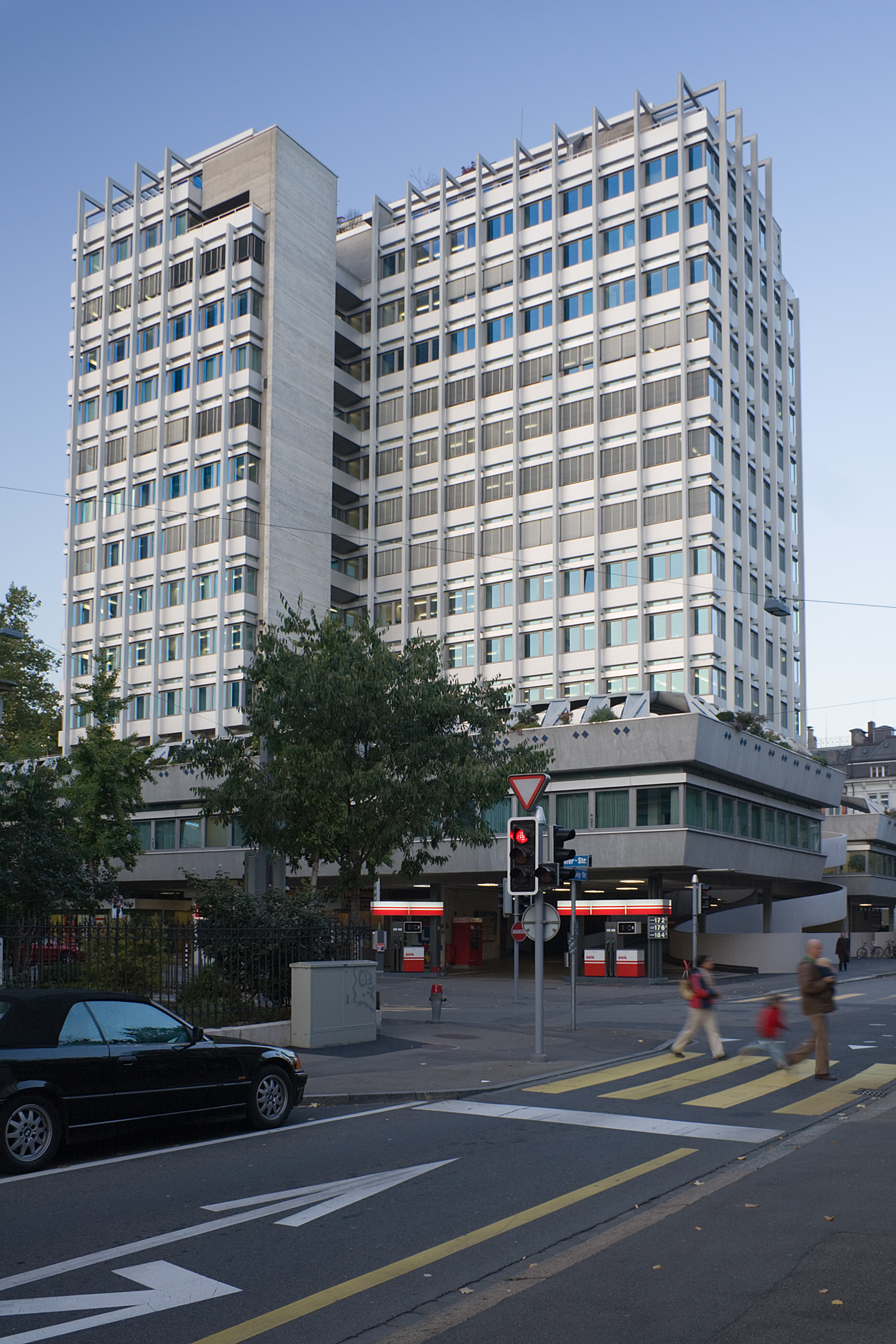
Hochhaus zur Palme
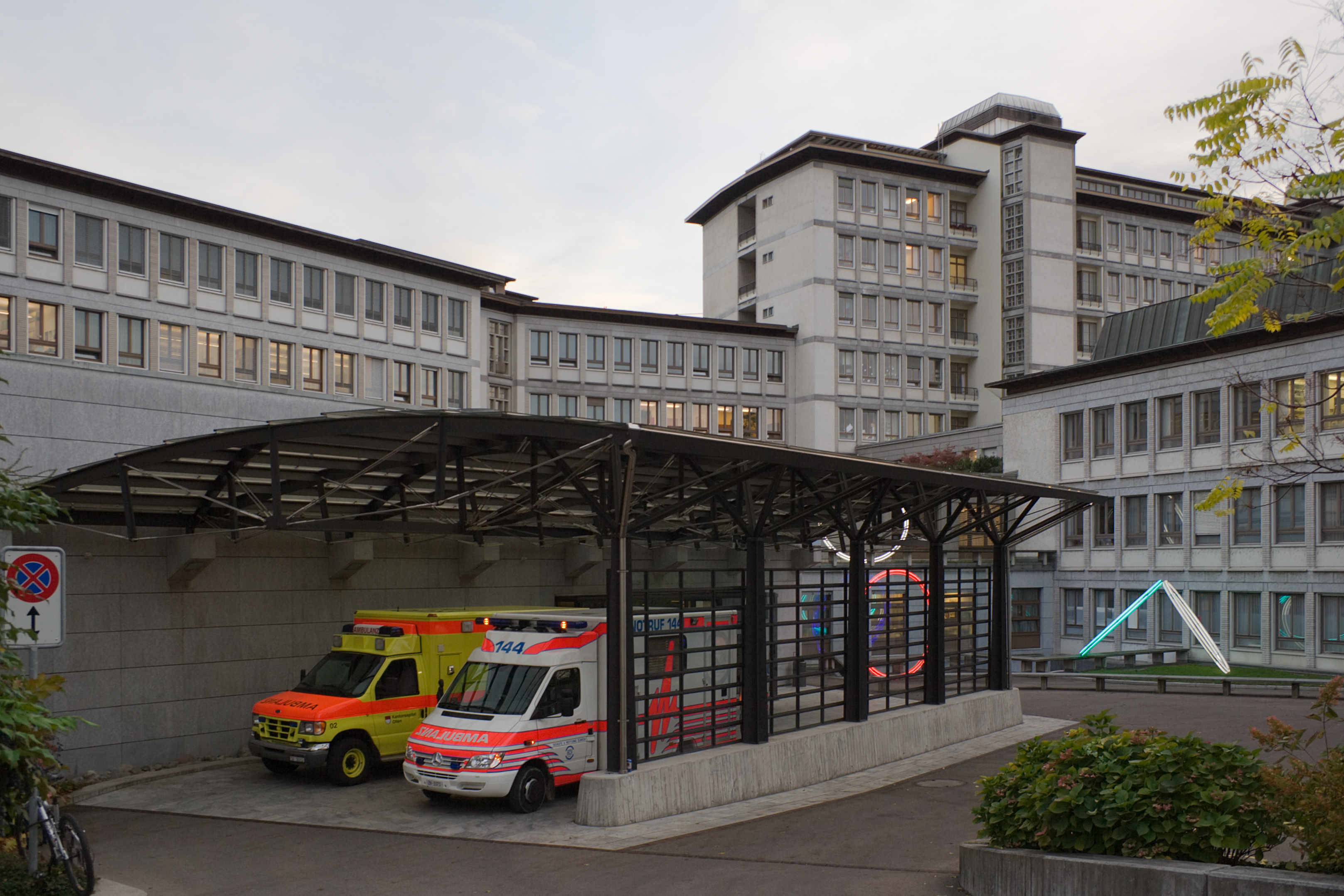
Zürich - szpital
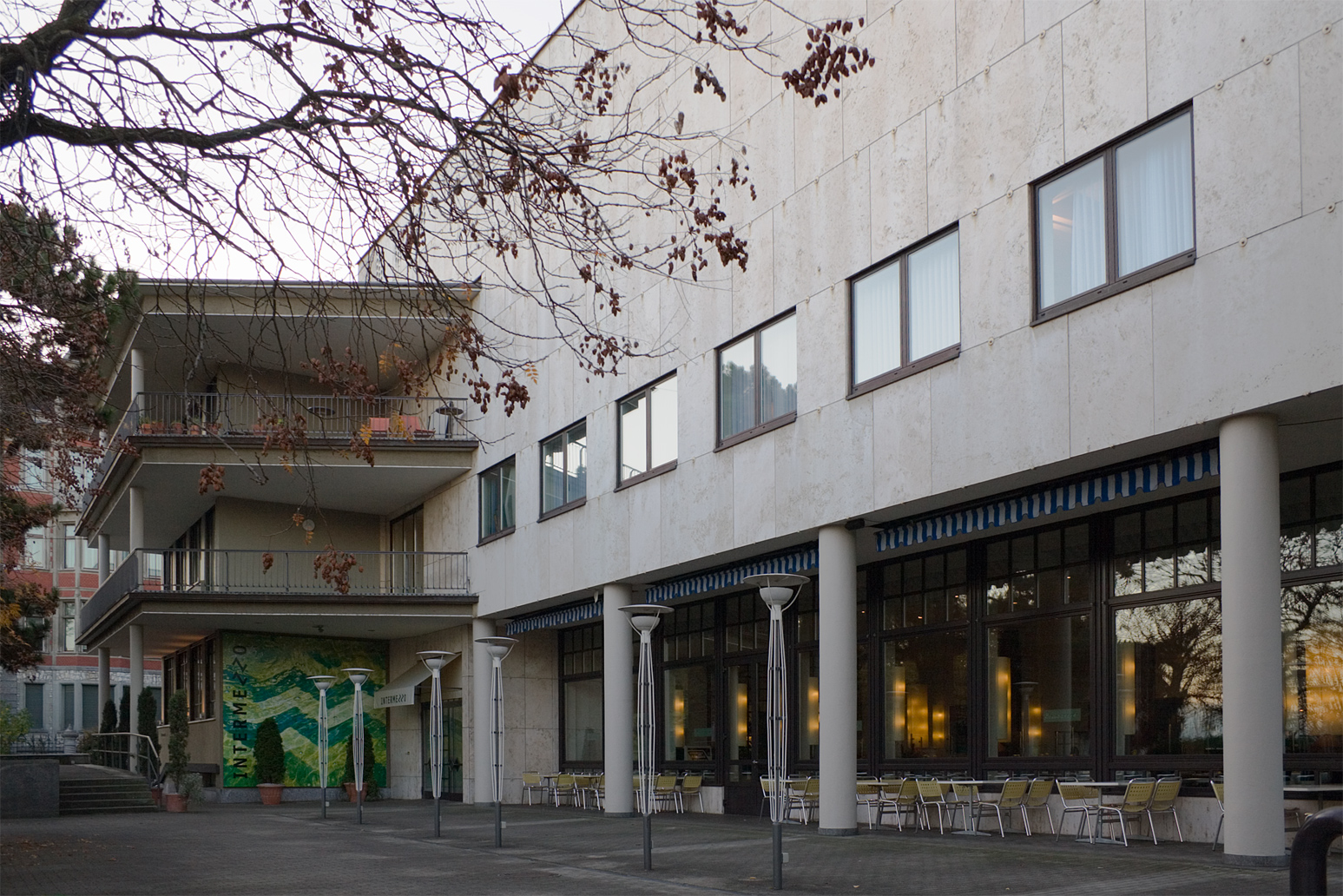
Kongresshaus Zürich